# Мбодж, Кара
Серинь Моду Кара Мбодж (фр. Serigne Modou Kara Mbodj; родился 11 ноября 1989 года в Диассе, Сенегал) — сенегальский футболист, полузащитник клуба «Ас-Сайлия». Выступал за сборную Сенегала. Участник Олимпийских игр 2012 года в Лондоне. Участник чемпионата мира 2018 года.

## Клубная карьера

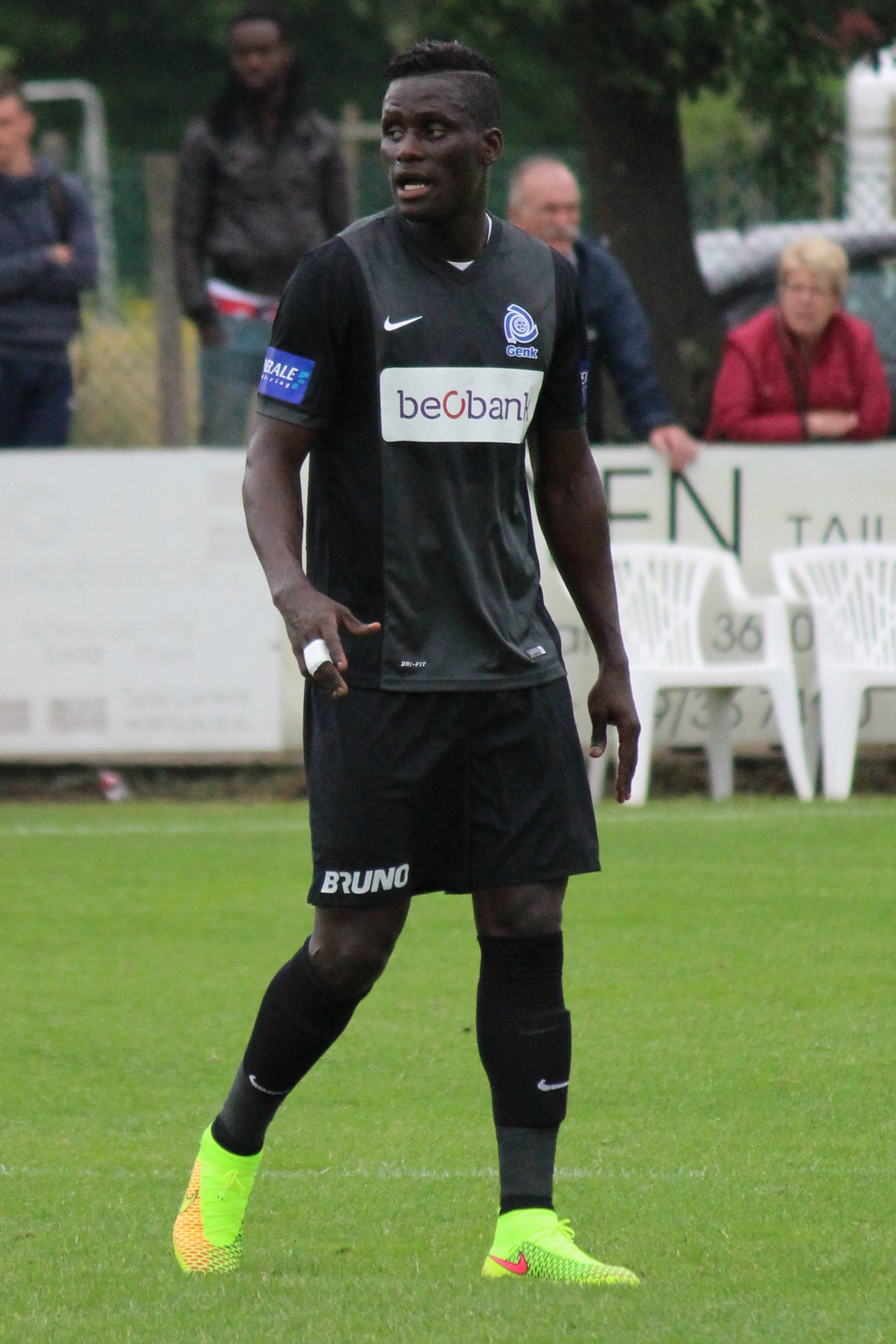
Мбодж в составе «Генка»

Мбодж начал заниматься футболом в футбольной академии «Диамбарс» в Сенегале. В феврале 2010 года он был приглашён в норвежский «Тромсё», с которым подписал свой первый профессиональный контракт. 28 марта в матче против «Конгсвингера» Кара дебютировал в Типпелиге. 3 апреля 2011 года в поединке против «Мольде» он забил свой первый гол за «Тромсё». В 2012 году Мбодж помог клубу выйти в финал Кубка Норвегии.
В начале 2013 года Кара перешёл в бельгийский «Генк», подписав с клубом контракт на три с половиной года. 24 февраля в матче против «Стандарда» он дебютировал в Жюпиле лиге. 1 апреля в поединке против «Андерлехта» Мбодж забил свой первый гол за новую команду. В сезоне 2012/2013 он помог «Генку» завоевать Кубок Бельгии.
Летом 2015 года Кара подписал четырёхлетний контракт с «Андерлехтом». Сумма трансфера составила 4,5 млн евро. 16 августа в матче против «Остенде» он дебютировал за новую команду. 18 февраля 2016 года в поединке Лиги Европы против греческого «Олимпиакоса» Мбодж забил свой первый гол за «Андерлехт». В 2017 году он стал чемпионом Бельгии.
Летом 2018 года Мбодж на правах аренды перешёл во французский «Нант».

## Международная карьера
В 2012 году Мбодж принял участие в Олимпийских играх в Лондоне. Он принял участие во встречах против команд ОАЭ, Уругвая и Мексики.
8 июня 2013 года в отборочном матче Чемпионата мира 2014 против сборной Анголы Кара дебютировал за сборную Сенегала. 19 ноября 2014 года в отборе к Кубку Африки против сборной Ботсваны он забил свой первый гол за национальную команду.
В 2015 году Мбодж во второй раз принял участие в Кубке Африке. На турнире в Экваториальной Гвинее он сыграл в против команд Ганы, ЮАР и Алжира.В поединке против южноафриканцев Кара забил гол.
В 2017 году Мбодж принял участие в Кубке Африки в Габоне. На турнире он сыграл в матчах против сборных Зимбабве, Алжира, Туниса и Камеруна. В поединке против туниссцев Кара забил гол.
В 2018 году в Мбодж принял участие в чемпионате мира в России. На турнире он был запасным и на поле не вышел.

### Голы за сборную Сенегала
| # | Дата           | Место                                   | Соперник | Счет | Результат | Соревнование                   |
| - | -------------- | --------------------------------------- | -------- | ---- | --------- | ------------------------------ |
| 1 | 19 ноября 2014 | Леопольд Седар Сенгор, Дакар, Сенегал   | Ботсвана | 1:0  | 3:0       | Кубок Африки 2015 квалификация |
| 2 | 13 января 2015 | Мохамед V, Касабланка, Марокко          | Гвинея   | 5:2  | 5:2       | Товарищеский матч              |
| 3 | 23 января 2015 | Монгомо, Монгомо, Экваториальная Гвинея | ЮАР      | 1:1  | 1:1       | Кубок Африки 2015              |
| 4 | 15 января 2017 | Стад де Франсвиль, Франсвиль, Габон     | Тунис    | 0:2  | 0:2       | Кубок Африки 2017              |

## Достижения
Командные
 «Генк»
- Обладатель Кубка Бельгии — 2012/2013

 «Андерлехт»
- Чемпионат Бельгии по футболу — 2016/2017